# Свети Георги (Какара)
„Свети Георги“ (на гръцки: Ιερός Ναός Αγίου Γεωργίου) е православна църква в сярското село Какара (Месокоми), Егейска Македония, Гърция, енорийски храм на Сярската и Нигритска епархия на Вселенската патриаршия.

## История
Църквата започва да се строи в центъра на селото на 5 май 1924 г., а първата литургия е отслужена на 15 август 1925 година. В архитектурно отношение е трикорабна сводеста базилика. В 1987 – 1989 година е добавен притвор, част от храма е изписана, изградени са кръщелня и трапезария.
Към енорията принадлежи и храмът „Света Параскева“.